# Tang-e Mān
Tang-e Mān (persiska: تنگ مان) är en ort i Iran.   Den ligger i provinsen Bushehr, i den södra delen av landet, 900 km söder om huvudstaden Teheran. Tang-e Mān ligger 436 meter över havet och antalet invånare är 694.
Terrängen runt Tang-e Mān är kuperad. Runt Tang-e Mān är det ganska glesbefolkat, med 31 invånare per kvadratkilometer. Närmaste större samhälle är Banak, 16,4 km sydväst om Tang-e Mān. Omgivningarna runt Tang-e Mān är i huvudsak ett öppet busklandskap.